# إقليم شيشاوة
إقليم شيشاوة هو أحد الأقاليم المغربية. ينتمي الإقليم إلى جهة مراكش آسفي (سابقا إلى جهة مراكش - تانسيفت - الحوز) ويقع في وسط البلاد، غربي مراكش. الإقليم يأوي 339.818 ساكنا (2004).

## المناطق الكبرى
| المكان               | عدد السكان (2 سبتمبر 1994) | عدد السكان (2 سبتمبر 2004) |
| -------------------- | -------------------------- | -------------------------- |
| لمزودية              | 20.452                     | 22.454                     |
| سيد المختار          | 16.961                     | 19.188                     |
| مزوضة                | 14.680                     | 15.166                     |
| زاوية النحلية أداسيل | 13.704                     | 15.950                     |
| إمنتانوت             | 12.588                     | 17.067                     |
| أدويران              | 12.473                     | 14.191                     |
| بوابوض               | 12.167                     | 12.196                     |
| أهديل                | 11.631                     | 11.764                     |
| مجاط                 | 11.521                     | 11.798                     |
| تاولوكلت             | 10.171                     | 10.668                     |
| شيشاوة               | 9.737                      | 15.657                     |

## التقسيم الإداري
يضم إقليم شيشاوة 2 جماعات حضرية و33 جماعة قروية:

### الجماعات الحضرية
- شيشاوة
- إمنتانوت

### التجمعات القروية
| - أداسيل - أفلا يسن - أهديل - عين تزيتونت - آيت حدو يوسف - آيت هادي - أسيف المال - بوعبوط - بوعبوط أمدلان - أدويران - ڭماسة | - إشمرارن - إيمندونيت - إرحالن - كوزمت - للا عزيزة - لمزوضية - مجاط - أمزوضة - نفيفة - واد البور - أولاد مومنة | - رحالة - السعيدات - سيد المختار - سيدي عبد المومن - سيدي بوزيد الركراكي - سيدي غانم - سيدي امحمد دليل - تاولوكلت - تمزڭدوين - تيمليلت - الزاوية النحلية |